# Espiga (estrela)
Espiga (Spica, α Vir, α Virginis, Alpha Virginis) é uma estrela binária e a mais brilhante da constelação de Virgem. A estrela faz parte da lista das 20 estrelas mais brilhantes do céu noturno, sendo a décima quinta mais brilhante dessa lista. Na carta celeste da constelação de Virgem, ela é representada pelo ramo de trigo empunhado pela mão esquerda da Virgem, na extremidade Sul da constelação, fazendo fronteira com as constelações de Corvo e Centauro.
Embora a olho nu pareça uma estrela isolada, Espiga é na verdade um sistema binário e está a quase 260 anos-luz da Terra. A estrela principal do sistema binário possui tipo espectral B1 III-IV, sendo uma subgigante e sua companheira é uma estrela de tipo espectral B2V, uma estrela anã azulada. O sistema estelar de Espiga é um sistema binário cerrado, estando as duas componentes muito próximas entre si, com separação estimada em 20 milhões de quilômetros, o que equivale a apenas 13% da distância média Terra-Sol. Devido a esse fato a binaridade não é sequer detectada através da observação telescópica, mas apenas através da técnica da espectroscopia.
Na bandeira do Brasil representa o estado do Pará. O mesmo Estado citado também representa Espiga em sua bandeira oficial, como uma estrela solitária azulada no centro da bandeira.